# Верхнекаменское сельское поселение
Верхнекаменское се́льское поселе́ние — муниципальное образование в Черемшанском районе Татарстана Российской Федерации.
Административный центр — село Верхняя Каменка.

## История
Статус и границы сельского поселения установлены Законом Республики Татарстан от 31 января 2005 года № 45-ЗРТ «Об установлении границ территорий и статусе муниципального образования "Черемшанский муниципальный район" и муниципальных образований в его составе».

## Население
| 2010 | 2011 | 2012 | 2013 | 2014 | 2015 | 2016 |
| ---- | ---- | ---- | ---- | ---- | ---- | ---- |
| 657  | ↘656 | ↘655 | ↘642 | ↘624 | →624 | ↗625 |
| 2017 | 2018 |      |      |      |      |      |
| ↘604 | ↘587 |      |      |      |      |      |

## Состав сельского поселения
| № | Населённый пункт | Тип населённого пункта       | Население |
| - | ---------------- | ---------------------------- | --------- |
| 1 | Верхняя Каменка  | село, административный центр |           |
| 2 | Ибраево Каргали  | село                         |           |
| 3 | Красный Яр       | село                         |           |